# 하음 이씨
하음 이씨(河陰李氏)는 인천광역시 강화군 하점면을 본관으로 하는 한국의 성씨이다. 시조는 정용랑장(精勇郞將)을 지낸 이영(李英)이다.

## 참고 자료
- “하음이씨(河陰李氏)”. 뿌리를 찾아서.[깨진 링크(과거 내용 찾기)]